# 犬シリーズ
『犬シリーズ』（いぬシリーズ）は、田宮二郎主演で大映京都撮影所及び東京撮影所により制作された映画シリーズの総称。全9作。映画のタイトルの全てが『○○犬』であるため、シリーズ物として総称されることが多い。
田宮演じるガンマニアの鴨井大介が繰り広げるアクション、ファッションセンスが注目され人気を博した。また、天知茂演じるショボクレこと木村準太刑事との掛け合いも見どころである。なお、第7作『野良犬』は、黒澤明監督作品の同名映画とは異なる。

## シリーズ一覧
- 第1作『宿無し犬』（1964年、大映京都）
  - 監督：田中徳三、脚本：藤本義一、音楽：塚原晢夫、撮影：武田千吉郎
  - 出演：田宮二郎、天知茂、江波杏子、坂本スミ子、水島道太郎、須賀不二男、佐々木孝丸、五味竜太郎、島田竜三、成田三樹夫、木村玄、毛利郁子、他

- 第2作『喧嘩犬』（1964年、大映京都）
  - 監督：村山三男、脚本：藤本義一、音楽：土橋啓二、撮影：渡辺公夫
  - 出演：田宮二郎、浜田ゆう子、山下洵一郎、坂本スミ子、成田三樹夫、海野かつを、千波丈太郎、村上不二夫、玉川良一、遠藤辰雄、中條静夫、他

- 第3作『ごろつき犬』（1965年、大映東京）
  - 監督：村野鐵太郎、脚本：藤本義一、音楽：山内正、撮影：小林節雄
  - 出演：田宮二郎、天知茂、水谷良重、江波杏子、坂本スミ子、根上淳、山下洵一郎、成田三樹夫、宮口精二、中田ダイマル・ラケット他

- 第4作『暴れ犬』（1965年、大映京都）
  - 監督：森一生、脚本：藤本義一、音楽：古谷充、大塚善章、撮影：今井ひろし
  - 出演：田宮二郎、草笛光子、金井克子、坂本スミ子、ミヤコ蝶々、大坂志郎、須賀不二男、島田竜三、芦屋小雁、伊達三郎、毛利郁子、他

- 第5作『鉄砲犬』（1965年、大映東京）
  - 監督：村野鐵太郎、脚本：藤本義一、音楽：菊池俊輔、撮影：小林節雄
  - 出演：田宮二郎、天知茂、山下洵一郎、姿美千子、坂本スミ子、小沢昭一、安部徹、北林谷栄、西山ヒノデ、曽我廼家五郎八、他

- 第6作『続鉄砲犬』（1966年、大映東京）
  - 監督：村山三男、脚本：藤本義一、音楽：大森盛太郎、撮影：石田博
  - 出演：田宮二郎、天知茂、久保菜穂子、坂本スミ子、高見国一、河津清三郎、渚まゆみ、立原博、千波丈太郎、見明凡太郎、村上不二夫、若水ヤエ子、他

- 第7作『野良犬』[1][2]（1966年、大映東京）
  - 監督：井上芳夫、脚本：藤本義一、音楽：山内正、撮影：中川芳久
  - 出演：田宮二郎、高毬子、長谷川待子、坂本スミ子、成田三樹夫、早川保、垂水悟郎、河野秋武、藤岡琢也、村上不二夫、上野山功一、田村寿子、杉田康、他

- 第8作『早射ち犬』（1967年、大映東京）
  - 監督：村野鐵太郎、脚本：藤本義一、音楽：山内正、撮影：上原明
  - 出演：田宮二郎、天知茂、成田三樹夫、小沢昭一、江波杏子、嘉手納清美、坂本スミ子、藤岡琢也、伊達三郎、財津一郎、他

- 第9作『勝負犬』[3][4]（1967年、大映東京）
  - 監督：井上芳夫、脚本：藤本義一、音楽：山内正、撮影：宗川信夫
  - 出演：田宮二郎、天知茂、藤岡琢也、姿美千子、坂本スミ子、浜田ゆう子、明星雅子、永田靖、梅津栄、杉田康、藤山浩二、夏木章、他